# Gertrud von den Brincken
Gertrud von den Brincken (* 18. April 1892 auf dem Familiengut Brinck-Pedwahlen (heute: Briņķpedvāles muiža) bei Zabeln (Sabile), Gouvernement Kurland im Russischen Kaiserreich; † 17. November 1982 in Regensburg) war eine deutsch-baltische Schriftstellerin.

## Leben

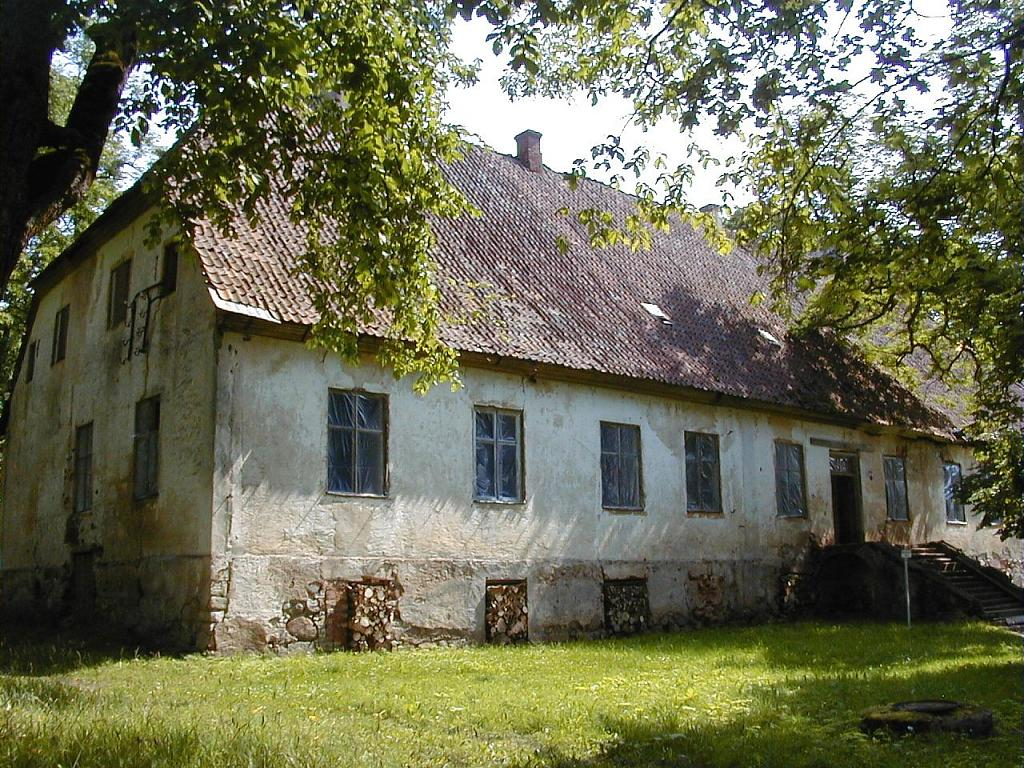
Herrenhaus des Gutes Brinken-Pedwahlen in Briņķi, Gemeinde Abava, Bezirk Talsi

Als Tochter des cand jur. Maximilian Baron von den Brincken und seiner Ehefrau Louise, geborene Baronesse von Bistram entstammt Gertrud von den Brincken einer alteingesessenen deutschbaltischen, lutherischen, akademisch und musisch gebildeten Gutsbesitzerfamilie aus Kurland, die in Brinck-Pedwahlen ihr Familiengut besaß. Dort und auf dem väterlichen Gut Neuwacken (Jaunpagasts) verbrachte Gertrud von den Brincken die ersten zehn Lebensjahre. Ihre späteren Romane März (1937) und Unsterbliche Wälder (1941) geben Leben und Stimmung dieser ersten Jahre wider. Eine Duellverletzung des Vaters zwangen die Familie 1902 zum Umzug in die kurländische Residenzstadt Mitau, wo Gertrud und ihre zwei Jahre ältere, lebenslang kränkliche Schwester Margarethe (verh. von Transehe-Roseneck, 1890–1970) einen deutschen Privatschulkreis besuchten. Nach dem frühen Tod des Vaters 1904 lebte die depressive Mutter mit ihren beiden Töchtern völlig zurückgezogen vom gesellschaftlichen Leben in Mitau.
Schon als Kind begann Gertrud von den Brincken, ihre Gedanken und Erfahrungen aufzuschreiben. Im Alter von 19 Jahren veröffentlichte sie ihren Gedichtband Wer nicht das Dunkel kennt (1911), mit dem sie den Grundstein für ihre Karriere als Lyrikerin und Schriftstellerin legte. In den Jahren bis 1924 folgten noch drei weitere Gedichtbände: Lieder und Balladen (1917), Aus Tag und Traum (1920) und Schritte (1924). Schreiben war ihr zeitlebens innerstes Anliegen, auch unter widrigsten persönlichen und politischen Umständen.
Während des Ersten Weltkrieges verarmte die Familie, weil der russische Staat 1914 die Bankvermögen der deutschen Familien zur Kriegsfinanzierung konfisziert hatte. 1915 zog die Familie in die Kleinstadt Tuckum, wo sie in den ersten Jahren der deutschen Besetzung von Kurland Offiziere als Untermieter aufnahmen. In diesen Jahren lernte Gertrud von den Brincken den jungen katholischen Feldpriester Hans Carls kennen. Eine heiße Liebe von beiden Seiten entbrannte, die sich auch in vielen sehnsuchtsvollen Liebesliedern niederschlug, die Gertrud von den Brincken später im Lyrikband Daß wir uns trennen mußten (1975) zusammenfasste. Nach dem Abzug der deutschen Truppen brachen über Kurland wechselvolle Kriegswirren zwischen „Weißen“ und „Roten“ herein, die Gertrud von den Brincken in ihrer Dramatik von Flucht und Rückkehr, grausamen Exekutionen und wundervollen Rettungen sowohl in ihren großen Romanen Niemand (1943) und Nächte (1981) als auch in ihren autobiographischen Aufzeichnungen Land unter (1976) geschildert hat.
In den ersten Nachkriegsjahren arbeitete Gertrud von den Brincken, um den Lebensunterhalt für Mutter, verwitwete Schwester und Nichte (Alix von Transehe-Roseneck, 1917–1982) zu verdienen, zunächst, von 1921 bis 1923, als Kinderkrankenschwester des amerikanischen Roten Kreuzes, ab 1923 als Englischlehrerin. Bis in ihr Todesjahr hinein galt ihre große Sorge der Familie im Baltikum, die sie, zuletzt noch, bis 1982, ihre Nichte, unter großen Opfern monatlich finanziell und mit Paketen unterstützte.
1925 heiratete Gertrud von den Brincken den aus Österreich stammenden Philosophieprofessor Walther Schmied-Kowarzik, der an der estnischen Landesuniversität Dorpat lehrte, und wirkte mit ihm zusammen an der Herausgabe des Estländisch-Deutschen Kalenders, bis 1927 ein Ruf ihres Mannes an die Pädagogische Akademie in Frankfurt am Main einen Umzug nach Deutschland nötig machte. Weit entfernt von ihrer kurländischen Familie drängte sich Gertrud von den Brincken das Thema des Trennungsschmerzes von ihrer geliebten Heimat auf, das sich wie ein roter Faden durch viele ihrer Werke zieht: Heimwehbuch I und II (1926 und 1950).
In Deutschland wurde 1929 in Frankfurt am Main der älteste Sohn Wieland geboren, 1934 in Bad Nauheim die Tochter Ilse-Roswith und 1939 in Friedberg der jüngste Sohn Wolfdietrich.
Nach der Schließung der Pädagogischen Akademien 1933 zog die Familie über Gießen nach Friedberg, wo Walther Schmied-Kowarzik 1934 eine Dozentenstelle an der Hochschule für Lehrerbildung angeboten wurde. Doch aus dieser wurde er bereits einige Monate später, nach einer Vorlesung über Sigmund Freud und Alfred Adler, wieder entlassen. In dieser Not legte Walther Schmied-Kowarzik – zum Teil bei seinen ehemaligen Universitätskollegen – Lehramtsprüfungen in Geschichte und Geographie ab und erhielt danach eine Anstellung als Studienassessor am Friedberger Aufbaugymnasium. 1939 zog die Familie nach Mödling bei Wien, der Heimatstadt Walther Schmied-Kowarziks.
Die Jahre der Umbrüche und großer Bedrängnis wurden für Gertrud von den Brincken zugleich Erfolgsjahre als Schriftstellerin. Ihre Lyrikbände und Romane erlebten mehrere Auflagen. Ihr Roman Herbst auf Herrenhöfen (1939) kam im Jahr der Umsiedlung der Deutschbalten in den Warthegau heraus und löste kontroverse Diskussionen über das Schicksal der deutsch-baltischen Familien aus. Für den Roman Niemand (1943) gab es sogar ein Angebot zur Verfilmung.
Aus Mödling musste Gertrud von den Brincken mit ihren Kindern 1944/45 vor der einmarschierenden sowjetischen Armee fliehen; ihre Wohnung in Mödling wurde geplündert und ihre komplette Bibliothek vernichtet. Sie fand Unterschlupf in Schloss Unterbruck bei der Cousine Lia von Bistram. Fünf entbehrungsreiche Flüchtlingsjahre folgten, zumal Walther Schmied-Kowarzik von den Amerikanern in Moosburg interniert worden war. Wieder halfen Gertrud von den Brincken Aufträge als Englischlehrerin, den Lebensunterhalt für sich und ihre Kinder zu bestreiten. Auch hatte sie ein englisches Lehrbuch 2222 English Words ausgearbeitet, das für den Unterricht an Schulen in der amerikanischen Besatzungszone verwendet wurde.
Nach der Übersiedlung nach Regensburg 1950 konnte sich Gertrud von den Brincken wieder ihrem eigentlichen Anliegen widmen, dem literarischen Schreiben. Es erschienen das Jugendbuch Helmut sucht einen Freund, drei Gedichtbände und zwei Schauspiele, darunter das Menschheitsdrama Die Sintflut steigt (1951/1975). Persönlich überschattet wurde ihr Schicksal vom plötzlichen Tod ihres Mannes 1958 bei einem Besuch in Mödling – davon zeugt ihr Auswahlband Abschied (1961).
Gegen Ende ihres Lebens trat Gertrud von den Brincken nochmals in eine ausgeprägte Schaffensperiode ein, 1971 erschienen die Erzählungen Ismael, gefolgt vom lyrischen Zyklus Judas Ischarioth (1974), den autobiographischen Aufzeichnungen Land unter (1976), dem umfangreichen Gedichtband Wellenbrecher – Zweistimmige Lyrik (1977) und schließlich 1981 ihrem letzten großen baltischen Roman Nächte. Trotz großer Ehrungen konnte sie jedoch nicht mehr an die vorhergehenden Erfolge anknüpfen.
Gertrud von den Brincken starb im 91. Lebensjahr in ihrer Regensburger Wohnung und wurde auf dem Mödlinger Friedhof neben ihrem Mann beigesetzt.
Zur Festveranstaltung zu ihrem 100. Geburts- und 10. Todesjahr 1992 in Regensburg erschien ein Doppelband nachgelassener Gedichte Gezeiten und Ausklang.

## Themen
Menschen in schicksalhaften Grenzsituationen sind die Protagonisten ihrer Romane, insbesondere vor, während und nach den Wirren des Ersten Weltkriegs im Baltikum, Menschen, die trotz großer Not und Bedrängnis ihrer Heimat treu geblieben sind. Ihre Gedichte ringen inhaltlich um den Schmerz einer Liebe, einer Sehnsucht nach Heimat, ringen um und mit Gott, ihre Balladen erzählen leidvolle und tragische Geschichten. Durch ihr Werk zieht sich wie ein roter Faden das Motiv des Dunklen in der Welt, das nur der Mensch durch sein Handeln erhellen kann. Siehe hierzu ihre Selbstdarstellung Zwischen 19 und 90.
Überblickt man ihr 70-jähriges Schaffen, so lassen sich drei mit ihrer wechselvollen Lebensgeschichte verflochtene große Abschnitte deutlich erkennen:
Die frühesten Gedichte spiegeln noch eine paradiesische Welt in heimatlicher Umgebung, sie werden im Laufe der Jahre überlagert von einer innig zarten und sehnsuchtsvollen Liebeslyrik. Erschüttert durch die Schicksalsumbrüche während des Ersten Weltkriegs und der Nachkriegsjahre wird Gertrud von den Brincken sensibilisiert für Not und Elend der Menschen, besonders für das hilflose Leiden und Sterben von Kindern. Parallel zu diesen frühen Gedichten entstehen Balladen und lyrische Zyklen, hier tritt das eigene Erleben zurück, die Themen Liebe und Leid, Treue und Tod werden aus Sagen oder historischen Begebenheiten ins Allgemeine verdichtet. Dabei fällt auf, dass von ihr oft Frauengestalten in den Blick ihrer dramatischen Lyrik gerückt werden. Um die Mitte der 20er Jahre werden die Balladen durch lyrische Zyklen ersetzt, wobei die Grenzen fließen. Wohl zu den ergreifendsten Liederzyklen zählt Judas Ischarioth.
Die späteren Gedichte reflektieren die mühevollen Wanderjahre durch viele Stationen vor dem Hintergrund politischer und beruflicher Einbrüche. In den ersten beiden Jahrzehnten dieser zweiten Epoche entstehen die großen Romane von Gertrud von den Brincken, die alle aus dem Erinnern an die letzten Jahrzehnte deutsch-baltischer Geschichte leben. Nach der Flucht vor den anrückenden Russen und den entbehrungsreichen Nachkriegsjahren erscheinen weitere Gedichtbände sehnsuchtsvoller Heimwehlyrik, die Gertrud von den Brincken weit über den Kreis der Deutschbalten bekannt machten.
Nach dem Tod des Ehemanns beginnt die dritte Schaffensperiode, die mit ihrem eigenen Tod 1982 in Regensburg endet. Ihre späte, teils zweistimmige – gereimt und ungereimt – Gedankenlyrik, gezeichnet durch die Reife einer alternden Frau, die auf ein bewegtes Leben zurückblickt, mündet in den bohrenden Fragen nach dem Sinn des Lebens und nach einem verborgenen Ratschluss Gottes. So zieht sich wie ein roter Faden durch ihr Spätwerk die Überzeugung, dass Gott nicht ohne die Hilfe der Menschen sein Werk der Liebe auf Erden zu vollbringen vermag. In diesem Dienst erkennt Gertrud von den Brincken ihren Auftrag als Dichterin und Schriftstellerin.
Eine vierbändige Auswahl aus dem lyrischen Gesamtwerk von Gertrud von den Brincken wurde 2011 von Iris von Gottberg herausgegeben. 2019 erschien aus dem Nachlass der Band Alle Ismaele. Ein philosophischer Roman.

## Werke
- 1911: Wer nicht das Dunkel kennt. Gedichte. Riga
- 1917: Lieder und Balladen. Berlin
- 1920: Aus Tag und Traum. Gedichte. Riga
- 1924: Schritte. Gedichte. Berlin u. Leipzig
- 1926: Das Heimwehbuch. Gedichte. Berlin u. Leipzig
- 1937: März. Roman. Wien
- 1939: Herbst auf Herrenhöfen. Roman. Bielefeld u.Leipzig
- 1941: Unsterbliche Wälder. Roman. Stuttgart
- 1942: Unterwegs. Gedichtband. Stuttgart
- 1942: Der Kanzelstein. Novelle. Bielefeld u. Leipzig
- 1943: Niemand. Roman. Stuttgart
- 1949: Stimme im Dunkel. Gedichte. München
- 1950: Heimwehbuch (II). Gedichte. Bovenden
- 1950: Helmut sucht einen Freund. Jugendbuch. Lüneburg
- 1951: Die Sintflut steig. Schauspiel
- 1958: Aina. Novelle. Honnef
- 1959: Der Kinderring (Wasser der Wüste). Hörspiel
- 1961: Abschied. Auswahlband. Hannover
- 1971: Ismael – Fünf Fragmente. Mit sechs farbigen Radierungen von Erich Brauer. Nürnberg
- 1974: Judas Ischarioth. Lyrischer Zyklus. Darmstadt
- 1975: Daß wir uns trennen mußten. Gedichte. Darmstadt
- 1976: Land unter. Erlebnisse aus zwei Weltkriegen, Bolschewikenzeit und Nachkriegsjahren. Darmstadt. doi:10.17170/kobra-202102103172
- 1976: Wellenbrecher – Zweistimmige Lyrik. Darmstadt
- 1977: Die Sintflut steigt. Schauspiel. Darmstadt
- 1977: Wasser der Wüste. Schauspiel. Darmstadt
- 1980: Eine Handvoll Alltäglichkeiten. Erzählungen. St. Michael, Österreich
- 1981: Nächte. Roman. Kassel, ISBN 3-87013-012-1.
- 1992: Gezeiten und Ausklang. Lyriksammlungen aus dem Nachlass, herausgegeben von Winno von Löwenstern. Köln, ISBN 3-929081-05-9.
- 2011: Gesamtauswahl der Lyrik aus sieben Jahrzehnten in vier Bänden, herausgegeben von Iris von Gottberg. Kassel

1. Halt beschützend über mir die Hand. Frühe Gedichte (1911–1927). ISBN 978-3-934377-12-7. urn:nbn:de:hebis:34-201102033559
2. Durch die Lande geht ein großes Raunen. Balladen und lyrische Zyklen (1917–1942). ISBN 978-3-934377-13-4. urn:nbn:de:hebis:34-2011071438316
3. Doch auch ein Wort kann viel sein. Gedichte aus der Wanderschaft (1928–1958). ISBN 978-3-934377-14-1. urn:nbn:de:hebis:34-2011102839478
4. Was ich noch sagen wollte. Späte Gedichte und zweistimmige Lyrik (1959–1982). ISBN 978-3-934377-15-8. urn:nbn:de:hebis:34-2012010440168

- 2012: Kad mājās nāc ... Wenn du nach Hause kommst, (Gedichte Lettisch und Deutsch). Tukuma muzejs, Lettland.
- 2015: Nogrimusī zeme (Lettische Übersetzung von Land unter). Tukuma muzejs, Lettland ISBN 978-9934-8463-4-2.
- 2019: Alle Ismaele. Ein philosophischer Roman. Kassel, ISBN 978-3-95978-071-1.doi:10.17170/kobra-202101182982

## Auszeichnungen
- 1975: Preis des Ostdeutschen Kulturrates
- 1976: Nordgau-Kulturpreis der Stadt Amberg in der Kategorie „Dichtung“
- 1977: Albertus-Magnus-Medaille der Stadt Regensburg (regensburg.de)
- 1979: Ehrengabe des Andreas-Gryphius-Preis
- 1982: Bundesverdienstkreuz am Bande